# Nangodi

Nangodi är en ort i nordöstra Ghana. Den är huvudort för distriktet Nabdam. Nangodi består egentligen av två samhällen (communities), Nangodi Nakpala i öster (2 261 invånare 2010) och Nangodi Soliga i väster (1 378 invånare 2010), med gemensam administration under Nangodi area council. Den totala folkmängden uppgick till 3 639 invånare vid folkräkningen 2010.